# Henrik Agerbeck
Henrik Agerbeck (Frederiksberg, 10 september 1956) is een Deens voormalig profvoetballer. Hij begon zijn carrière bij het Deense Kjøbenhavns Boldklub. In 1978 debuteerde hij in het Deense nationale elftal. Hij speelde een groot deel van zijn loopbaan in Frankrijk.

## Erelijst
Nantes
- Landskampioen